# Leicester
Leicester (izgovor: [lɛstər]) grad je u Engleskoj, u grofoviji Leicestershire i regiji Istočnom Midlandsu. Administrativna je jedinica lokalne samouprave s posebnim statusom (Unitary authority). Leži na rijeci Soar, 165 km sjeverozapadno od Londona i 55 km istočno od Birminghama.
Leicester je jedan od najstarijih gradova u Engleskoj, s poviješću od najmanje 2000 godina. Prvo zabilježeno ime grada je latinsko, Ratae Corieltauvorum, a naziv potječe od keltskog plemena Corieltauvi, koje je nastanjivalo ovo područje. Vjeruje se da su Rimljani stigli u područje oko 47. godine. Ratae Corieltauvorum osnovan je oko 50. godine kao vojno naselje duž Fosse Waya, rimske ceste između Exetera i Lincolna. Nakon odlaska vojnika, Ratae Corieltauvorum prerastao je u važno trgovačko središte i jedan od najvećih gradova u rimskoj Britaniji. Ostaci terma mogu se vidjeti na lokalitetu Jewry Wall, a drugi rimski artefakti izloženi su u obližnjem muzeju. Bogatu povijesnu baštinu upotpunjuju spomenici iz vikinškog vremena, srednjeg vijeka, Engleskog građanskog rata itd. Leicester je bio središte biskupije od oko 670. što mu je donijelo status grada. Međutim, status je izgubljen u 11. stoljeću, u vrijeme borbe između crkve i veleposjednika. Gradske su mu granice proširene nekoliko puta tijekom 19. i 20. stoljeća, postao je okrug 1889., a status grada povratio 1919. godine.
Leicester nastavlja rasti tijekom 16., 17. i 18. stoljeća kao trgovište, iako tek tijekom industrijske revolucije dolazi do brže urbanizacije područja. Novoizgrađena željeznička i kanalska mreža stimulirala je industrijski rast u 19. stoljeću, a Leicester je postao jedno od glavnih gospodarskih središta s raznim proizvođačima, posebice obuće i čarapa. Gospodarski uspjeh ove industrije i srodnih tvrtki rezultirao je značajnom urbanom ekspanzijom grada i okolice.
Danas se Leicester nalazi na Midland Main Line, glavnoj željezničkoj pruzi Engleske, u blizini autoceste M1. Grad ima najveću etničku manjinsku populaciju u Velikoj Britaniji u smislu veličine, podrijetlom pretežno iz Južne Azije, što je rezultat useljavanja u Ujedinjeno Kraljevstvo nakon Drugog svjetskog rata. Leicester je i sveučilišni grad s dva sveučilišta: Sveučilištem u Leicesteru i Sveučilištem De Montfort.
Prema popisu stanovništva iz 2011. godine, Leicester ima 443.760 stanovnika (8. po brojnosti u Engleskoj).

## Znamenitosti

### Povijesne znamenitosti
- Aylestone Medieval Packhorse Bridge - most iz 15. stoljeća
- Beaumont Leys Medieval Earthworks - antički lokalitet
- Belgrave Bridge - most na rijeci Soar iz 15. stoljeća
- Birds Nest Site - kuća iz 14. stoljeća s opkopom
- Bosworth Battlefield - mjesto pogibije kralja Rikarda III.
- The Evington Hollow - lokalitet iz 14. stoljeća s ribnjacima
- Jewry Wall - rimski zid s muzejem i obližnjim iskopinama
- King William's Bridge - most iz 17. stoljeća, nazvan po kralju Vilimu III.
- Leicester Abbey - ostaci samostana iz 12. stoljeća
- Leicester Castle - dvorac Leicester s temeljima iz 11. stoljeća, u kojem su ponekad boravili engleski kraljevi, a služio je i kao sudnica
- The Magazine Gateway - spremište streljiva iz vremena Engleskog građanskog rata
- Raw Dykes - ostaci rimskog akvadukta

### Suvremene znamenitosti
- Curve Theatre - kazalište
- Mallory Park - staza za moto utrke
- National Space Centre - svemirski centar, najveći u Ujedinjenom Kraljevstvu
- Snibston - zabavni park

## Uprava
Gradsko vijeće Leicestera ima 55 zastupnika, od kojih je jedan ("prvi među jednakima") gradonačelnik. Od svibnja 2011. gradonačelnik je Sir Peter Soulsby iz Laburističke stranke.

## Stanovništvo
Prema rasi, godine 2011. 50,6% stanovništva činili su bijelci, 37,1% azijati (većinom Indijci), 3,5% stanovnici miješanog podrijetla, a 6,3% crnci.

### Kretanje broja stanovnika
| Kretanje broja stanovnika Leicestera od 1901. godine | Kretanje broja stanovnika Leicestera od 1901. godine | Kretanje broja stanovnika Leicestera od 1901. godine | Kretanje broja stanovnika Leicestera od 1901. godine | Kretanje broja stanovnika Leicestera od 1901. godine | Kretanje broja stanovnika Leicestera od 1901. godine | Kretanje broja stanovnika Leicestera od 1901. godine | Kretanje broja stanovnika Leicestera od 1901. godine | Kretanje broja stanovnika Leicestera od 1901. godine | Kretanje broja stanovnika Leicestera od 1901. godine | Kretanje broja stanovnika Leicestera od 1901. godine |
| Godina                                               | 1901.                                                | 1911.                                                | 1921.                                                | 1931.                                                | 1939.                                                | 1951.                                                | 1961.                                                | 1971.                                                | 2001.                                                | 2011.                                                |
| ---------------------------------------------------- | ---------------------------------------------------- | ---------------------------------------------------- | ---------------------------------------------------- | ---------------------------------------------------- | ---------------------------------------------------- | ---------------------------------------------------- | ---------------------------------------------------- | ---------------------------------------------------- | ---------------------------------------------------- | ---------------------------------------------------- |
| Broj stanovnika                                      | 211.579                                              | 227.222                                              | 234.143                                              | 239.169                                              | 261.339                                              | 285.181                                              | 273.470                                              | 284.208                                              | 279.921                                              | 329.600                                              |

## Šport
- Nogometni klub Leicester City FC, koji se trenutačno natječe u Premijer ligi, prvom jakosnom razredu engleskog nogometa
- Ragbijaški klub Leicester Tigers
- Košarkaški klub Leicester Riders

## Poznate osobe
- Richard Armitage, glumac
- David Attenborough, prirodoslovac poznat po svojim dokumentarnim filmovima na BBC-ju
- Richard Attenborough, glumac i redatelj
- Julian Barnes, književnik
- William Henry Bragg, fizičar nobelovac
- William Lawrence Bragg, fizičar nobelovac
- Graham Chapman, član Montyja Pythona
- Thomas Cook, putopisac i poduzetnik
- John Deacon, glazbenik, bivši član sastava Queen
- Dion Dublin, nogometaš
- George Fox, osnivač kvekera
- Jane Grey, "kraljica od 9 dana"
- Emile Heskey, nogometaš
- Trevor Horn, glazbeni producent
- Engelbert Humperdinck, pjevač
- David Icke, sportski komentator i teoretičar zavjere
- John Illsley, basist sastava Dire Straits
- Alec Jeffreys, genetičar koji je razvio metode DNK identifikacije i DNK profila
- Dominic Keating, glumac
- Gary Lineker, nogometaš
- Parminder Nagra, glumica
- Peter Shilton, nogometaš
- Sue Townsend, spisateljica
- Alfred Russel Wallace, prirodoslovac i istraživač s kraja 19. i početka 20. stoljeća
- Pick Withers, bubnjar sastava Dire Straits

## Gradovi prijatelji
Leicester ima 6 gradova prijatelja:
- Strasbourg (od 1960.)
- Krefeld (1969.)
- Masaya (1987.)
- Chongqing (1993.)
- Rajkot (1996.)
- Haskovo (2008.)

## Vanjske poveznice
- Službena stranica (engl.)
- Stranica Turističke zajednice Leicestera i Leicestershirea (engl.)
- Povijest Leicestera  Arhivirana inačica izvorne stranice od 29. rujna 2013. (Wayback Machine) (engl.)